# Osletín
Osletín je malá vesnice, část obce Zhoř v okrese Písek v Jihočeském kraji. Nachází se asi 2,5 kilometru jižně od Zhoře. Je zde evidováno 13 adres. V roce 2011 zde trvale žilo třináct obyvatel.
Osletín je také název katastrálního území o rozloze 1,22 km².

## Historie
Osada byla založena na panství milevského kláštera. První písemná zmínka o vesnici pochází z roku 1575, kdy byl Osletín prodaný jako ostatní klášterní statky Kryštofu ze Švamberka. Roku 1581 byla ves prodaná Bernardovi staršímu z Hodějova. Po konfiskaci v roce 1622 byla opět ves přiřazena ke klášternímu majetku. V roce 1654 zde byly vedené dvě selské grunty. Osada Osletín bývala součástí Týnice. Roku 1930 zde žilo 60 obyvatel v 12 popisných číslech.

## Obyvatelstvo
| Rok            | 1869 | 1880 | 1890 | 1900 | 1910 | 1921 | 1930 | 1950 | 1961 | 1970 | 1980 | 1991 | 2001 | 2011 | 2021 |
| -------------- | ---- | ---- | ---- | ---- | ---- | ---- | ---- | ---- | ---- | ---- | ---- | ---- | ---- | ---- | ---- |
| Počet obyvatel | 87   | 88   | 79   | 81   | 64   | 68   | 60   | 44   | 42   | 36   | 21   | 19   | 21   | 13   | 15   |
| Počet domů     | 11   | 15   | 14   | 12   | 12   | 12   | 12   | 12   | 9    | 8    | 7    | 7    | 12   | 12   | 13   |

## Obecní správa
Při sčítání lidu v letech 1850–1879 Osletín byl osadou města Milevsko v okrese Milevsko. V letech 1880–1962 byl osadou obce Týnice v okrese Milevsko. Od roku 1963 je částí obce Zhoř v okrese Písek.

## Pamětihodnosti
- Kaple zasvěcená Panně Marii se nachází na konci vesnice u čp. 3 u lesa. [11] Kaple čtvercového půdorysu s osmibokou věžičkou byla postavena na náklady obce.[12] Kaple je vedená v Seznamu kulturních památek v okrese Písek.
- Ve vsi se nachází několik zděných stavení ze druhé poloviny 19. století a z počátku 20. století. Nejstarší stavbou je klasicistní dům čp. 5 se zápražím. V štítu domu je vročení 1862 a kapličková nika. Venkovská usedlost čp. 4 je vedená v Seznamu kulturních památek v okrese Písek. Dům čp. 2 je datován rokem 1921. U usedlosti se dochovaly chlévy s cihelným křížem ve štítě a s datací 1928.[6]
- V jižní části vesnice se nachází usedlost čp. 3. Klenutá brána s kapličkovými nikami a stodola u této venkovské usedlosti jsou také vedené v Seznamu kulturních památek v okrese Písek. Dům pochází z roku 1923.[6]
- U komunikace ve vsi se nalézá drobný kříž na kamenném podstavci.

## Galerie

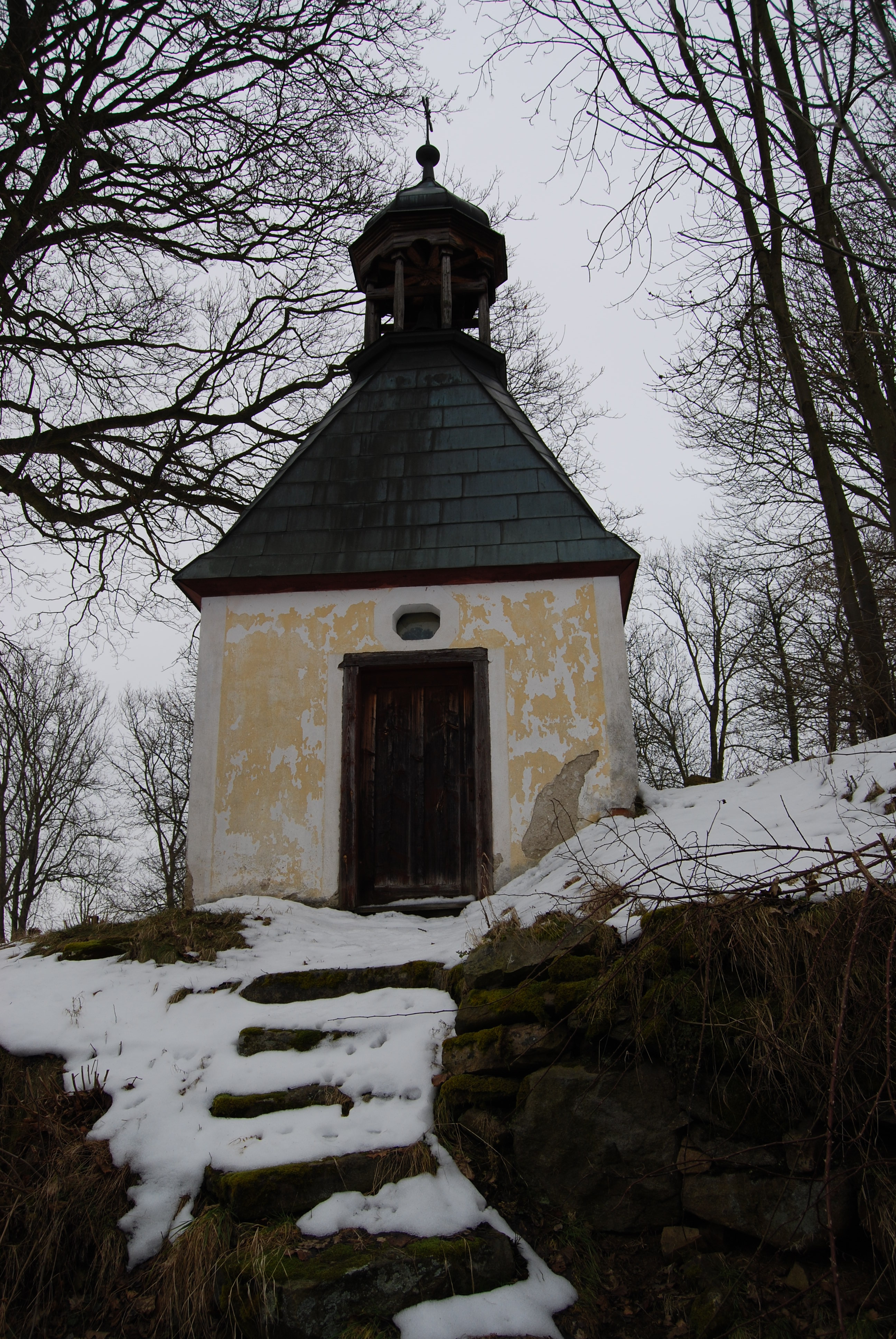
Kaple Panny Marie
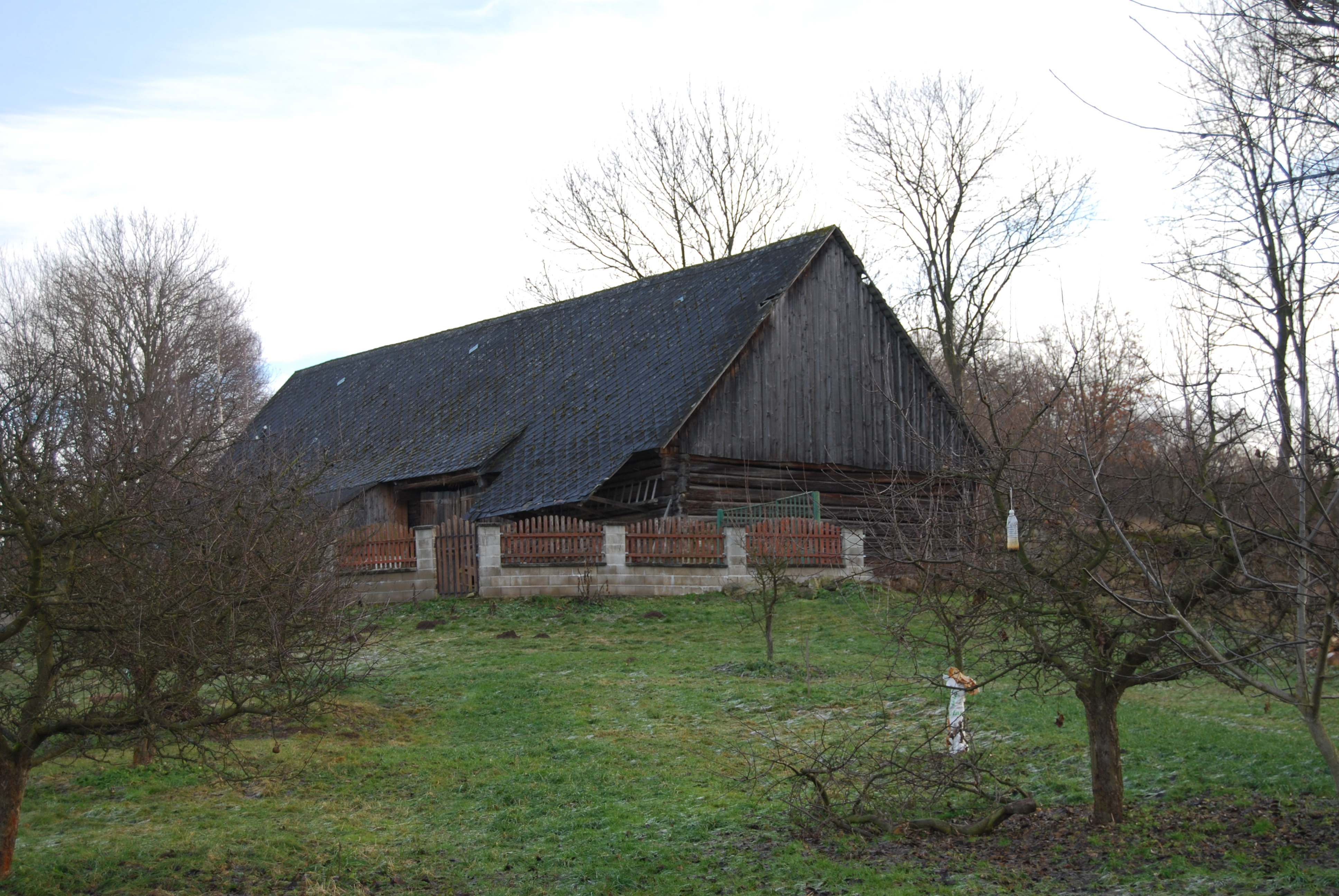
Usedlost ve vsi
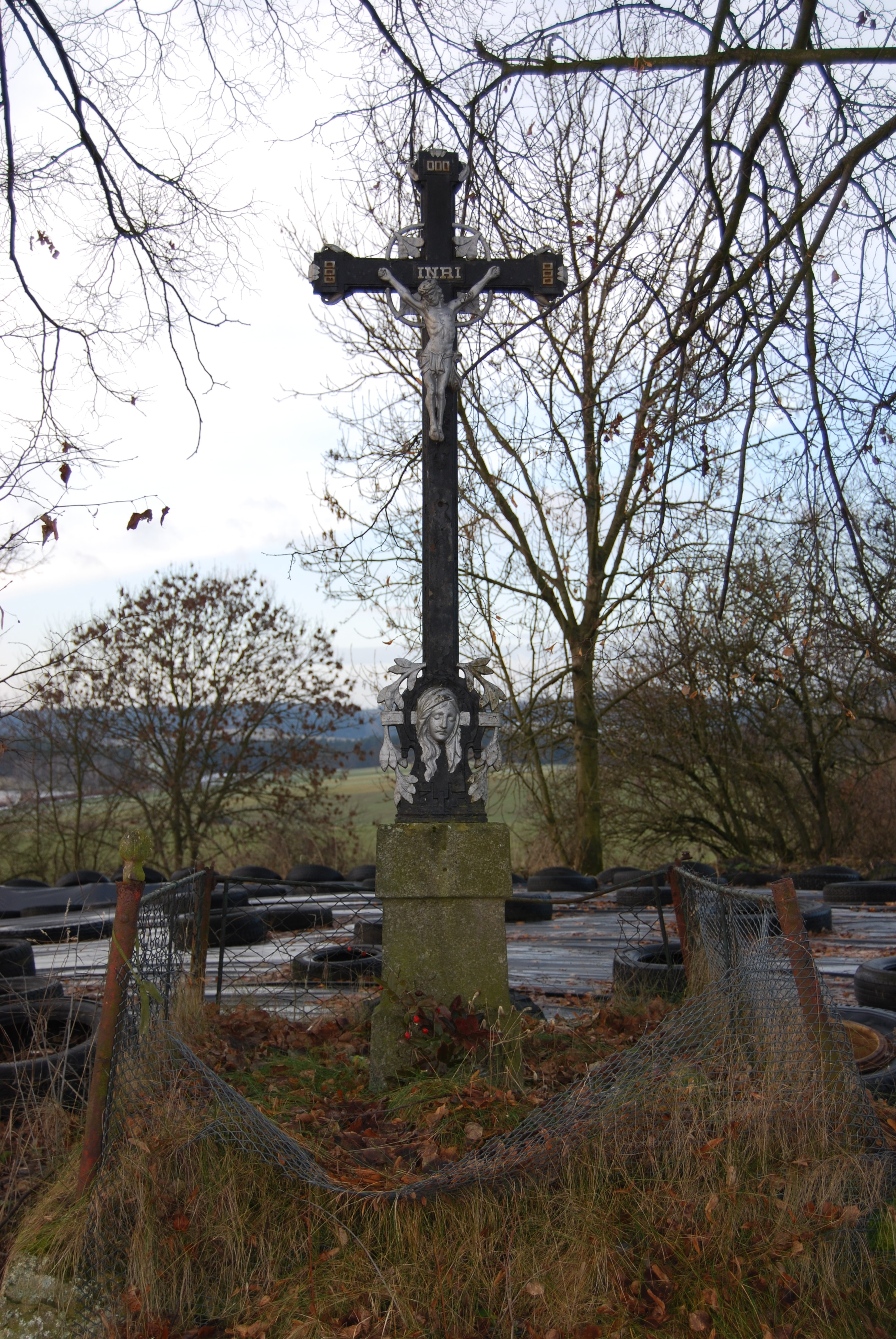
Kříž ve vsi